# Banama
Banama är en klan i Liberia. Den ligger i Fen River District i regionen River Cess County, i den centrala delen av landet, 150 km sydost om huvudstaden Monrovia.